# Calendrier de la saison de cyclo-cross 2022-2023
Navigation
2021-2022 2023-2024
Le calendrier de la saison de cyclo-cross 2022-2023 regroupe des courses de cyclo-cross débutant le 10 septembre 2022 et finissant le 26 février 2023. Les épreuves individuelles sont classées en cinq catégories. La plus haute catégorie regroupe les épreuves de la coupe du monde (CDM), qui donne lieu à un classement. Derrière elles, on retrouve les courses de catégorie C1 et C2, qui attribuent des points pour le classement mondial, ensuite les courses réservées aux moins de 23 ans, appelés également espoirs (catégorie CU) et enfin les courses pour les juniors (catégorie CJ). On retrouve également les championnats nationaux (CN) qui sont organisés dans une trentaine de pays.

## Calendrier

### Septembre
| Date | Course                                                         | Classe | Vainqueur homme                                 | Vainqueur femme                            |
| ---- | -------------------------------------------------------------- | ------ | ----------------------------------------------- | ------------------------------------------ |
| 10   | 4 Bikes Festival, Lützelbach                                   | C2     | Marcel Meisen (Stevens Racing Team)             | Marie Schreiber (Tormans Cyclo Cross Team) |
| 11   | GGEW Grand Prix, Bensheim                                      | C2     | Niels Vandeputte (Alpecin-Deceuninck)           | Marie Schreiber (Tormans Cyclo Cross Team) |
| 17   | USCX Series #1 - Virginia's Blue Ridge Go Cross Day 1, Roanoke | C1     | Vincent Baestaens (Spits CX Team)               | Caroline Mani (Alpha Groove Silverthorne)  |
| 17   | Kleeberg Cross, Malines                                        | C2     | Pim Ronhaar (Baloise Trek Lions)                | Inge van der Heijden (777)                 |
| 18   | Exact Cross - Polderscross, Kruibeke                           | C2     | Michael Vanthourenhout (Pauwels Sauzen-Bingoal) | Fem van Empel (Pauwels Sauzen-Bingoal)     |
| 18   | USCX Series #2 - Virginia's Blue Ridge Go Cross Day 2, Roanoke | C2     | Vincent Baestaens (Spits CX Team)               | Caroline Mani (Alpha Groove Silverthorne)  |
| 24   | USCX Series #3 - Rochester Cyclocross Day 1, Rochester         | C1     | Vincent Baestaens (Spits CX Team)               | Annemarie Worst (777)                      |
| 25   | Cyclo-cross international de Boulzicourt Ardennes, Boulzicourt | C2     | Clément Venturini (AG2R Citroën)                | Amandine Fouquenet (Arkéa)                 |
| 25   | Exact Cross - be-Mine Cross, Beringen                          | C2     | Eli Iserbyt (Pauwels Sauzen-Bingoal)            | Fem van Empel (Pauwels Sauzen-Bingoal)     |
| 25   | Radcross Illnau, Illnau                                        | C2     | Kevin Kuhn (Tormans Cyclo Cross Team)           | Hélène Clauzel (AS Bike Racing)            |
| 25   | USCX Series #4 - Rochester Cyclocross Day 2, Rochester         | C2     | Vincent Baestaens (Spits CX Team)               | Annemarie Worst (777)                      |
| 28   | Toi Toi Cup #1, Holé Vrchy                                     | C2     | Michael Boroš (Elkov-Kasper)                    | Blanka Vas (SD Worx)                       |

### Octobre
| Date | Course                                                                     | Classe | Vainqueur homme                                    | Vainqueur femme                               |
| ---- | -------------------------------------------------------------------------- | ------ | -------------------------------------------------- | --------------------------------------------- |
| 1    | USCX Series #5 - Charm City Cross Day 1, Baltimore                         | C1     | Vincent Baestaens (Spits CX Team)                  | Annemarie Worst (777)                         |
| 1    | Exact Cross - Berencross, Meulebeke                                        | C2     | Michael Vanthourenhout (Pauwels Sauzen-Bingoal)    | Lucinda Brand (Baloise Trek Lions)            |
| 1    | Toi Toi Cup #2, Hlinsko                                                    | C2     | Michael Boroš (Elkov-Kasper)                       | Blanka Vas (SD Worx)                          |
| 2    | Swiss Cyclocross Cup #1, Mettmenstetten                                    | C2     | Kevin Kuhn (Tormans Cyclo Cross Team)              | Hélène Clauzel (AS Bike Racing)               |
| 2    | USCX Series #6 - Charm City Cross Day 2, Baltimore                         | C2     | Curtis White (Steve Tilford Foundation Racing)     | Annemarie Worst (777)                         |
| 2    | Coupe d'Espagne #1, Gijón                                                  | C2     | Kevin Suárez (Nesta-MMR)                           | Lucía González (Nesta-MMR)                    |
| 7    | Trek Cup, Waterloo                                                         | C1     | Lars van der Haar (Baloise Trek Lions)             | Clara Honsinger (EF Education-Tibco-SVB)      |
| 8    | Coupe d'Espagne #2, Pontevedra                                             | C1     | Ryan Kamp (Pauwels Sauzen-Bingoal)                 | Lucía González (Nesta-MMR)                    |
| 8    | Toi Toi Cup #3, Jičín                                                      | C2     | Anton Ferdinande (Deschacht-Hens-Maes)             | Blanka Vas (SD Worx)                          |
| 8    | Bike Fanatics Keila CX, Keila                                              | C2     | Madis Mihkels (Ampler-Tartu2024)                   | Suzanne Verhoeven (De Ceuster Bonache)        |
| 9    | Coupe du monde de cyclo-cross #1, Waterloo                                 | CDM    | Eli Iserbyt (Pauwels Sauzen-Bingoal)               | Fem van Empel (Pauwels Sauzen-Bingoal)        |
| 9    | Brumath Cross Days, Brumath                                                | C2     | Diether Sweeck (Kovera Kitchens)                   | Leonie Bentveld (Pauwels Sauzen-Bingoal)      |
| 9    | Ciclocross Internacional Xaxancx, Marín                                    | C2     | Ryan Kamp (Pauwels Sauzen-Bingoal)                 | Laura Verdonschot (De Ceuster Bonache)        |
| 9    | Grand Prix Podbrezová, Podbrezová                                          | C2     | Šimon Vaníček (ČEZ Cyklo Team Tábor)               | Viktória Chladoňová (Climberg Sport Team)     |
| 9    | International Cyclo Cross Bad Salzdetfurth, Bad Salzdetfurth               | C2     | Emiel Verstrynge (Crelan-Fristads)                 | Aniek van Alphen (777)                        |
| 9    | National Trophy Series #1, Derby                                           | C2     | Witse Meeussen (Pauwels Sauzen-Bingoal)            | Anna Kay (777)                                |
| 12   | Ciclocross Internacional Lago de As Pontes, As Pontes de García Rodríguez  | C2     | Felipe Orts (Burgos-BH)                            | Laura Verdonschot (De Ceuster Bonache)        |
| 14   | OZ Cross Fayetteville, Fayetteville                                        | C1     | Lander Loockx (Deschacht-Hens-Maes)                | Inge van der Heijden (777)                    |
| 15   | Ciclocross Internacional Concello de Ribadumia, Ribadumia                  | C2     | Felipe Orts (Burgos-BH)                            | Laura Verdonschot (De Ceuster Bonache)        |
| 15   | CX Täby Park, Täby                                                         | C2     | Arne Baers (Tormans Cyclo Cross Team)              | Suzanne Verhoeven (De Ceuster Bonache)        |
| 15   | Grand Prix Dohňany #1, Dohňany                                             | C2     | Ward Huybs (Baloise Trek Lions)                    | Kristýna Zemanová (Brilon Racing Team MB)     |
| 16   | Coupe du monde de cyclo-cross #2, Fayetteville                             | CDM    | Eli Iserbyt (Pauwels Sauzen-Bingoal)               | Fem van Empel (Pauwels Sauzen-Bingoal)        |
| 16   | GP Oisterwijk, Oisterwijk                                                  | C2     | Ryan Kamp (Pauwels Sauzen-Bingoal)                 | Puck Pieterse (Alpecin-Deceuninck)            |
| 16   | Grand Prix Dohňany #2, Dohňany                                             | C2     | Zdeněk Štybar (Quick-Step Alpha Vinyl)             | Kristýna Zemanová (Brilon Racing Team MB)     |
| 16   | iii Ciclocross Internacional con Da Romaiña-concello de Sanxenxo, Sanxenxo | C2     | Kevin Suárez (Nesta-MMR)                           | Lucía González (Nesta-MMR)                    |
| 16   | Internationales Radquer Steinmaur, Steinmaur                               | C2     | Kevin Kuhn (Tormans Cyclo Cross Team)              | Line Burquier (Canyon CCLCTV)                 |
| 16   | Stockholm Cyclocross, Stockholm                                            | C2     | Arne Baers (Tormans Cyclo Cross Team)              | Femke Gort (Pissei - Groep T.O.M.)            |
| 16   | Verge Cross Clonmel, Clonmel                                               | C2     | Toby Barnes (Garden Shed UK-Ribble-Verge Sport)    | Anna Kay (777)                                |
| 20   | Kermiscross, Ardoye                                                        | C2     | Quinten Hermans (Tormans Cyclo Cross Team)         | Blanka Vas (SD Worx)                          |
| 22   | Kings CX Day 1, Mason                                                      | C1     | Andrew Dillman (Ignition p/b Rigd-Leitner)         | Caroline Mani (Alpha Groove Silverthorne)     |
| 22   | Coupe de France #1, Nommay                                                 | C2     | Gerben Kuypers (Proximus-AlphaMotorhomes-Doltcini) | Clara Honsinger (EF Education-Tibco-SVB)      |
| 22   | Grand Prix Topoľčianky 1, Topoľčianky                                      | C2     | Victor Van de Putte (Deschacht-Hens-Maes)          | Pavla Havlíková (LAWI Junior team)            |
| 23   | Coupe du monde de cyclo-cross #3, Tábor                                    | CDM    | Eli Iserbyt (Pauwels Sauzen-Bingoal)               | Fem van Empel (Pauwels Sauzen-Bingoal)        |
| 23   | Coupe de France #2, Nommay                                                 | C2     | Gerben Kuypers (Proximus-AlphaMotorhomes-Doltcini) | Clara Honsinger (EF Education-Tibco-SVB)      |
| 23   | Swiss Cyclocross Cup #2, Schneisingen                                      | C2     | Yorben Lauryssen (Pauwels Sauzen-Bingoal)          | Rebecca Gariboldi (Team Cingolani)            |
| 23   | Grand Prix Topoľčianky 2, Topoľčianky                                      | C2     | Ward Huybs (Baloise Trek Lions)                    | Pavla Havlíková (LAWI Junior team)            |
| 23   | Kings CX Day 2, Mason                                                      | C2     | Andrew Dillman (Ignition p/b Rigd-Leitner)         | Caroline Mani (Alpha Groove Silverthorne)     |
| 23   | National Trophy Series #2, Falkirk                                         | C2     | Cameron Mason (Trinity Racing)                     | Millie Couzens (Crelan-Fristads)              |
| 25   | Kiremko Nacht van Woerden, Woerden                                         | C2     | Lars van der Haar (Baloise Trek Lions)             | Blanka Vas (SD Worx)                          |
| 29   | Superprestige #1, Ruddervoorde                                             | C1     | Eli Iserbyt (Pauwels Sauzen-Bingoal)               | Denise Betsema (Pauwels Sauzen-Bingoal)       |
| 29   | International Cyclocross Increa Brugherio, Brugherio                       | C2     | Federico Ceolin (Beltrami TSA-Tre Colli)           | Sara Casasola (Selle Italia-Guerciotti-Elite) |
| 29   | Major Taylor Cross Cup Day 1, Indianapolis                                 | C2     | Caleb Swartz (ENVE Composites)                     | Hannah Arensman (Ignition p/b Rigd-Leitner)   |
| 29   | Mikolow 800th Anniversary Cup/Puchar 800-lecie Mikołowa, Mikołów           | C2     | Marek Konwa (UKS Krupiński Suszec)                 | Pavla Havlíková (LAWI Junior team)            |
| 30   | Coupe du monde de cyclo-cross #4, Maasmechelen                             | CDM    | Laurens Sweeck (Crelan-Fristads)                   | Fem van Empel (Pauwels Sauzen-Bingoal)        |
| 30   | Swiss Cyclocross Cup #3, Bulle                                             | C2     | Loris Rouiller (Cross Team Legendre)               | Sara Casasola (Selle Italia-Guerciotti-Elite) |
| 30   | Coupe d'Espagne #3, Les Franqueses                                         | C2     | Mario Junquera San Millán (Unicaja Banco-Gijon)    | Sara Cueto Vega (Unicaja Banco-Gijon)         |
| 30   | Major Taylor Cross Cup Day 2, Indianapolis                                 | C2     | Scott Funston (Blue Competition Cycles)            | Sunny Gilbert (Blue Competition Cycles)       |
| 30   | National Trophy Series #3, South Shields                                   | C2     | Thomas Mein (Hope Factory Racing)                  | Anna Kay (777)                                |

### Novembre
| Date | Course                                                | Classe | Vainqueur homme                                    | Vainqueur femme                                 |
| ---- | ----------------------------------------------------- | ------ | -------------------------------------------------- | ----------------------------------------------- |
| 1    | X²O Badkamers Trofee #1, Audenarde                    | C1     | Lars van der Haar (Baloise Trek Lions)             | Fem van Empel (Pauwels Sauzen-Bingoal)          |
| 1    | 2e Trofeo Citta' di Firenze, Florence                 | C2     | Davide Toneatti (Astana Qazaqstan DT)              | Sara Casasola (Selle Italia-Guerciotti-Elite)   |
| 1    | Cyclo-cross International de Dijon, Dijon             | C2     | Loris Rouiller (Cross Team Legendre)               | Solenne Billouin (Team Guevel Articréations)    |
| 4    | Championnats panaméricains de cyclo-cross, Falmouth   | CC     | Eric Brunner (Blue Competition Cycles)             | Raylyn Nuss (Steve Tilford Foundation Racing)   |
| 5    | Coupe d'Espagne #4, Laudio                            | C1     | Kevin Suárez (Nesta-MMR)                           | Lucía González (Nesta-MMR)                      |
| 5    | USCX Series #7 - Really Rad Festival Day 1, Falmouth  | C1     | Eric Brunner (Blue Competition Cycles)             | Caroline Mani (Alpha Groove Silverthorne)       |
| 5-6  | Championnats d'Europe de cyclo-cross, Namur           | CC     | Michael Vanthourenhout (Pauwels Sauzen-Bingoal)    | Fem van Empel (Pauwels Sauzen-Bingoal)          |
| 6    | USCX Series #8 - Really Rad Festival Day 2, Falmouth  | C2     | Eric Brunner (Blue Competition Cycles)             | Caroline Mani (Alpha Groove Silverthorne)       |
| 6    | Coupe d'Espagne #5, Karrantza                         | C2     | Kevin Suárez (Nesta-MMR)                           | Manon Bakker (Crelan-Fristads)                  |
| 11   | Superprestige #2, Niel                                | C1     | Laurens Sweeck (Crelan-Fristads)                   | Ceylin Alvarado (Alpecin-Deceuninck)            |
| 12   | Lunca Timișului CX, Timișoara                         | C1     | Gosse van der Meer (Bombtrack Bicyles)             | Audrey De Keersmaeker (De Ceuster Bonache)      |
| 12   | The Northampton International Day 1, Northampton      | C2     | Eric Brunner (Blue Competition Cycles)             | Austin Killips (Nice Bikes)                     |
| 12   | Toi Toi Cup #4, Veselí nad Lužnicí                    | C2     | Adam Ťoupalík (Elkov-Kasper)                       | Kristýna Zemanová (Brilon Racing Team MB)       |
| 13   | Coupe du monde de cyclo-cross #5, Beekse Bergen       | CDM    | Laurens Sweeck (Crelan-Fristads)                   | Shirin van Anrooij (Baloise Trek Lions)         |
| 13   | Coupe d'Espagne #6, Tarancón                          | C2     | Kevin Suárez (Nesta-MMR)                           | Lucía González (Nesta-MMR)                      |
| 13   | Cyclo-cross Auxerre, Auxerre                          | C2     | Joshua Dubau (Van Rysel CX Racing Team)            | Anaïs Morichon (Arkéa)                          |
| 13   | Swiss Cyclocross Cup #4, Hittnau                      | C2     | Jakub Říman (TJ Auto Škoda Mladá Boleslav)         | Sara Casasola (Selle Italia-Guerciotti-Elite)   |
| 13   | Rapha Supercross Nobeyama, Nobeyama                   | C2     | Hijiri Oda (YowamushiPedal Cycling Team)           | Sae Ogawa (AX Cylocross Team)                   |
| 13   | The Northampton International Day 2, Northampton      | C2     | Eric Brunner (Blue Competition Cycles)             | Raylyn Nuss (Steve Tilford Foundation Racing)   |
| 17   | Grand Prix X-Bionic Samorin 1, Šamorín                | C2     | Marek Konwa (UKS Krupiński Suszec)                 | Pavla Havlíková (LAWI Junior team)              |
| 17   | Toi Toi Cup #5, Slaný                                 | C2     | Matyáš Fiala (ČEZ Cyklo Team Tábor)                | Kristýna Zemanová (Brilon Racing Team MB)       |
| 19   | Grand Prix X-Bionic Samorin 2, Šamorín                | C1     | Victor Van de Putte (Deschacht-Hens-Maes)          | Kristýna Zemanová (Brilon Racing Team MB)       |
| 19   | Superprestige #3, Merksplas                           | C1     | Laurens Sweeck (Crelan-Fristads)                   | Ceylin Alvarado (Alpecin-Deceuninck)            |
| 19   | Andover Supercross, Andover                           | C2     | Toby Barnes (Garden Shed UK-Ribble-Verge Sport)    | Millie Couzens (Crelan-Fristads)                |
| 19   | Coupe de France #3, Camors                            | C2     | Gerben Kuypers (Proximus-AlphaMotorhomes-Doltcini) | Anaïs Morichon (Arkéa)                          |
| 19   | North Carolina Grand Prix Day 1, Hendersonville       | C2     | Kerry Werner (Kona Adventure Team)                 | Jolanda Neff (Trek Factory Racing CX)           |
| 20   | Coupe du monde de cyclo-cross #6, Overijse            | CDM    | Michael Vanthourenhout (Pauwels Sauzen-Bingoal)    | Puck Pieterse (Alpecin-Deceuninck)              |
| 20   | Coupe d'Espagne #7, Alcobendas                        | C2     | Kevin Suárez (Nesta-MMR)                           | Sofía Rodríguez (Nesta-MMR)                     |
| 20   | Coupe de France #4, Camors                            | C2     | Gerben Kuypers (Proximus-AlphaMotorhomes-Doltcini) | Anaïs Morichon (Arkéa)                          |
| 20   | Grand Prix Trnava, Trnava                             | C2     | Victor Van de Putte (Deschacht-Hens-Maes)          | Kristýna Zemanová (Brilon Racing Team MB)       |
| 20   | Kansai Cyclo Cross Biwako Grand Prix, Kusatsu         | C2     | Hijiri Oda (YowamushiPedal Cycling Team)           | Eri Yonamine (Human Powered Health)             |
| 20   | National Trophy Series #4, Paignton                   | C2     | Toby Barnes (Garden Shed UK-Ribble-Verge Sport)    | Annie Last (Scott Racing)                       |
| 20   | North Carolina Grand Prix Day 2, Hendersonville       | C2     | Casey Hildebrandt (Broken Spoke)                   | Caroline Mani (Alpha Groove Silverthorne)       |
| 26   | Cyclo-cross de Gernelle, Gernelle                     | C2     | Marcel Meisen (Stevens Racing Team)                | Line Burquier (Canyon CCLCTV)                   |
| 26   | Gran Premio Val Fontanabuona, San Colombano Certénoli | C2     | Federico Ceolin (Beltrami TSA-Tre Colli)           | Silvia Persico (FAS Airport Services)           |
| 26   | X²O Badkamers Trofee #2, Courtrai                     | C2     | Tom Pidcock (Ineos Grenadiers)                     | Marianne Vos (Jumbo-Visma)                      |
| 27   | Coupe du monde de cyclo-cross #7, Hulst               | CDM    | Mathieu van der Poel (Alpecin-Deceuninck)          | Puck Pieterse (Alpecin-Deceuninck)              |
| 27   | Bear Crossing Grand Prix, Langford                    | C2     | Evan Russell (Saris Rouvy Sauerland Team)          | Isabella Holmgren (Stimulus Orbea)              |
| 27   | Cyclo-cross de La Grandville, La Grandville           | C2     | Joshua Dubau (Van Rysel CX Racing Team)            | Maghalie Rochette (Specialized/Feedback Sports) |
| 27   | XXIX Bryksy Cross Gościęcin, Gościęcin                | C2     | Marek Konwa (UKS Krupiński Suszec)                 | Zuzanna Krzystała (Pho3nix Cycling Team)        |

### Décembre
| Date | Course                                                 | Classe | Vainqueur Homme                                         | Vainqueur Femme                               |
| ---- | ------------------------------------------------------ | ------ | ------------------------------------------------------- | --------------------------------------------- |
| 3    | Superprestige #4, Boom                                 | C1     | Tom Pidcock (Ineos Grenadiers)                          | Aniek van Alphen (777)                        |
| 3    | Coupe de France #5, Troyes                             | C2     | Gerben Kuypers (Proximus-AlphaMotorhomes-Doltcini)      | Lauriane Duraffourg (AS Bike Racing)          |
| 3    | Toi Toi Cup #6, Kolín                                  | C2     | Šimon Vaníček (ČEZ Cyklo Team Tábor)                    | Vanda Dlasková (Autoškoda Mladá Boleslav)     |
| 4    | Coupe du monde de cyclo-cross #8, Anvers               | CDM    | Mathieu van der Poel (Alpecin-Deceuninck)               | Fem van Empel (Pauwels Sauzen-Bingoal)        |
| 4    | 38^ GP Città di Vittorio Veneto, Vittorio Veneto       | C2     | Marcel Meisen (Stevens Racing Team)                     | Silvia Persico (FAS Airport Services)         |
| 4    | Coupe de France #6, Troyes                             | C2     | Clément Horny (BH-Wallonie MTB Team)                    | Anaïs Morichon (Arkéa)                        |
| 8    | Ciclocross del Ponte Fae'di Oderzo, Faè                | C2     | Gioele Bertolini (Selle Italia-Guerciotti-Elite)        | Silvia Persico (FAS Airport Services)         |
| 10   | Exact Cross - Robotland Cyclocross, Essen              | C2     | Gerben Kuypers (Proximus-AlphaMotorhomes-Doltcini)      | Aniek van Alphen (777)                        |
| 10   | Toi Toi Cup #7, Rýmařov                                | C2     | Marek Konwa (UKS Krupiński Suszec)                      | Pavla Havlíková (LAWI Junior team)            |
| 11   | Coupe du monde de cyclo-cross #9, Dublin               | CDM    | Wout van Aert (Jumbo-Visma)                             | Fem van Empel (Pauwels Sauzen-Bingoal)        |
| 11   | Gran Premio Internazionale CX Città di Jesolo, Jesolo  | C2     | Filippo Fontana (CS Carabinieri-Cicli Olympia Vittoria) | Silvia Persico (FAS Airport Services)         |
| 11   | Ziklo Kross Igorre, Igorre                             | C2     | Anton Ferdinande (Deschacht-Hens-Maes)                  | Lucía González (Nesta-MMR)                    |
| 17   | Coupe du monde de cyclo-cross #10, Val di Sole         | CDM    | Michael Vanthourenhout (Pauwels Sauzen-Bingoal)         | Puck Pieterse (Alpecin-Deceuninck)            |
| 17   | Coupe d'Espagne #8, Xàtiva                             | C2     | Felipe Orts (Burgos-BH)                                 | Lucía González (Nesta-MMR)                    |
| 17   | Utsunomiya Cyclo Cross Day 1, Utsunomiya               | C2     | Hijiri Oda (YowamushiPedal Cycling Team)                | Sae Ogawa (AX Cylocross Team)                 |
| 18   | Cyclo-cross d'Orée d'Anjou, Orée d'Anjou               | C2     | Valentin Guillaud (Team Guevel Articréations)           | Solenne Billouin (Team Guevel Articréations)  |
| 18   | Coupe d'Espagne #9, Valence                            | C2     | Gonzalo Inguanzo Macho (G.D. Supermercados Froiz)       | Lucía González (Nesta-MMR)                    |
| 18   | National Trophy Series #5, Broughton Hall              | C2     | Corran Carrick-Anderson (T-Mo Racing)                   | Ella Maclean-Howell (Tofauti Everyone Active) |
| 18   | Utsunomiya Cyclo Cross Day 2, Utsunomiya               | C2     | Hijiri Oda (YowamushiPedal Cycling Team)                | Sae Ogawa (AX Cylocross Team)                 |
| 23   | Exact Cross - Zilvermeercross, Mol                     | C2     | Wout van Aert (Jumbo-Visma)                             | Shirin van Anrooij (Baloise Trek Lions)       |
| 26   | Coupe du monde de cyclo-cross #11, Gavere              | CDM    | Mathieu van der Poel (Alpecin-Deceuninck)               | Shirin van Anrooij (Baloise Trek Lions)       |
| 27   | Superprestige #4, Heusden-Zolder                       | C1     | Wout van Aert (Jumbo-Visma)                             | Ceylin Alvarado (Alpecin-Deceuninck)          |
| 28   | Superprestige #5, Diegem                               | C1     | Wout van Aert (Jumbo-Visma)                             | Puck Pieterse (Alpecin-Deceuninck)            |
| 28   | Turin International Cyclocross, San Francesco al Campo | C2     | Davide Toneatti (Astana Qazaqstan DT)                   | Rebecca Gariboldi (Team Cingolani)            |
| 30   | Exact Cross - Azencross, Loenhout                      | C1     | Wout van Aert (Jumbo-Visma)                             | Shirin van Anrooij (Baloise Trek Lions)       |

### Janvier
| Date | Course                                            | Classe | Vainqueur homme                                         | Vainqueur femme                            |
| ---- | ------------------------------------------------- | ------ | ------------------------------------------------------- | ------------------------------------------ |
| 1    | X²O Badkamers Trofee #3, Baal                     | C1     | Eli Iserbyt (Pauwels Sauzen-Bingoal)                    | Fem van Empel (Jumbo-Visma)                |
| 1    | Grand Prix Garage Collé, Pétange                  | C2     | Joshua Dubau (Van Rysel CX Racing Team)                 | Manon Bakker (Crelan-Fristads)             |
| 2    | Swiss Cyclocross Cup #5, Meilen                   | C2     | Kevin Kuhn (Tormans Cyclo Cross Team)                   | Silvia Persico (FAS Airport Services)      |
| 3    | X²O Badkamers Trofee #4, Herentals                | C2     | Mathieu van der Poel (Alpecin-Deceuninck)               | Puck Pieterse (Alpecin-Deceuninck)         |
| 5    | X²O Badkamers Trofee #5, Coxyde                   | C1     | Wout van Aert (Jumbo-Visma)                             | Shirin van Anrooij (Baloise Trek Lions)    |
| 7    | Clanfield Cross, Clanfield                        | C2     | Joseph Blackmore (Team Inspired)                        | Ella Maclean-Howell (Hope Factory Racing)  |
| 7    | Superprestige #6, Gullegem                        | C2     | Wout van Aert (Jumbo-Visma)                             | Ceylin Alvarado (Alpecin-Deceuninck)       |
| 8    | Coupe du monde de cyclo-cross #12, Zonhoven       | CDM    | Wout van Aert (Jumbo-Visma)                             | Shirin van Anrooij (Baloise Trek Lions)    |
| 8    | National Trophy Series #6, Gravesend              | C2     | Thomas Mein (Hope Factory Racing)                       | Millie Couzens (Crelan-Fristads)           |
| 16   | Cyclo-Cross Otegem, Otegem                        | C2     | Laurens Sweeck (Crelan-Fristads)                        | Marion Norbert-Riberolle (Crelan-Fristads) |
| 21   | 43° Gran Premio Mamma e Papa' Guerciotti, Crémone | C2     | Filippo Fontana (CS Carabinieri-Cicli Olympia Vittoria) | Rebecca Gariboldi (Team Cingolani)         |
| 21   | Exact Cross - Kasteelcross, Zonnebeke             | C2     | Tim Merlier (Soudal Quick-Step)                         | Denise Betsema (Pauwels Sauzen-Bingoal)    |
| 22   | Coupe du monde de cyclo-cross #13, Benidorm       | CDM    | Mathieu van der Poel (Alpecin-Deceuninck)               | Fem van Empel (Jumbo-Visma)                |
| 28   | X²O Badkamers Trofee #6, Hamme                    | C1     | Wout van Aert (Jumbo-Visma)                             | Fem van Empel (Jumbo-Visma)                |
| 29   | Coupe du monde de cyclo-cross #14, Besançon       | CDM    | Mathieu van der Poel (Alpecin-Deceuninck)               | Puck Pieterse (Alpecin-Deceuninck)         |

### Février
| Date | Course                                            | Classe | Vainqueur homme                                 | Vainqueur femme                      |
| ---- | ------------------------------------------------- | ------ | ----------------------------------------------- | ------------------------------------ |
| 5    | Championnats du monde de cyclo-cross, Hoogerheide | CM     | Mathieu van der Poel (Alpecin-Deceuninck)       | Fem van Empel (Jumbo-Visma)          |
| 8    | Parkcross Maldegem, Maldeghem                     | C2     | Michael Vanthourenhout (Pauwels Sauzen-Bingoal) | Annemarie Worst (777)                |
| 11   | Superprestige #7, Middelkerke                     | C1     | Eli Iserbyt (Pauwels Sauzen-Bingoal)            | Ceylin Alvarado (Alpecin-Deceuninck) |
| 12   | X²O Badkamers Trofee #7, Lille                    | C1     | Laurens Sweeck (Crelan-Fristads)                | Fem van Empel (Jumbo-Visma)          |
| 18   | Exact Cross - Waaslandcross, Saint-Nicolas        | C2     | Laurens Sweeck (Crelan-Fristads)                | Annemarie Worst (777)                |
| 19   | X²O Badkamers Trofee #8, Bruxelles                | C1     | Eli Iserbyt (Pauwels Sauzen-Bingoal)            | Fem van Empel (Jumbo-Visma)          |
| 26   | Internationale Sluitingsprijs, Oostmalle          | C1     | Laurens Sweeck (Crelan-Fristads)                | Annemarie Worst (777)                |

## Championnats nationaux (CN)
| Nation             | Date              | Élites hommes             | Élites femmes          | Espoirs hommes         | Espoirs femmes      | Juniors hommes          | Juniors femmes             |
| ------------------ | ----------------- | ------------------------- | ---------------------- | ---------------------- | ------------------- | ----------------------- | -------------------------- |
| Allemagne          | 15 janvier 2023   | Sascha Weber              | Judith Krahl           | Hannes Degenkolb       | Sina Van Thiel      | Louis Leidert           | Messane Bräutigam          |
| Australie          | 17 septembre 2022 | Tom Chapman               | Rebecca Locke          | Declan Trezise         | Talia Simpson       | Levi Dougherty          | Ruby Dobson                |
| Autriche           | 15 janvier 2023   | Daniel Federspiel         | Nadja Heigl            | N/A                    | N/A                 | Dominik Hödlmoser       | Nora Fischer               |
| Belgique           | 15 janvier 2023   | Michael Vanthourenhout    | Sanne Cant             | Witse Meeussen         | Julie Brouwers      | Viktor Vandenberghe     | Fleur Moors                |
| Canada             | 26 novembre 2022  | Tyler Clark               | Ava Holmgren           | Luke Valenti           | Emilly Johnston     | Ian Ackert              | Isabella Holmgren          |
| Chili              | 14 août 2022      | Patricio Campbell Vilches | Evelyn Muñoz Jaramillo | N/A                    | N/A                 | Raimundo Carvajal Oliva | N/A                        |
| Croatie            | 15 janvier 2023   | Viktor Potočki            | Larisa Bošnjak         | N/A                    | N/A                 | Filip Pečnjak           | N/A                        |
| Danemark           | 15 janvier 2023   | Sebastian Fini            | Caroline Bohé          | Gustav Wang            | N/A                 | Albert Withen Philipsen | Julie Lillelund            |
| Espagne            | 15 janvier 2023   | Felipe Orts               | Lucía González         | Gonzalo Inguanzo Macho | Lucía Gómez         | Gorka Corres            | Marta Cano                 |
| Estonie            | 22 octobre 2022   | Frank-Aron Ragilo         | Mari-Liis Mõttus       | N/A                    | N/A                 | Markus Mäeuibo          | Karolin Surva              |
| États-Unis         | 11 décembre 2022  | Curtis White              | Clara Honsinger        | Andrew Strohmeyer      | Madigan Munro       | Andrew August           | Kaya Musgrave              |
| Finlande           | 9 octobre 2022    | Aku Koivistoinen          | Anniina Ahtosalo       | N/A                    | N/A                 | Kasper Borremans        | Viivi Turpeinen            |
| France             | 15 janvier 2023   | Clément Venturini         | Hélène Clauzel         | Martin Groslambert     | Line Burquier       | Léo Bisiaux             | Lise Klaës                 |
| Grande-Bretagne    | 15 janvier 2023   | Cameron Mason             | Zoe Bäckstedt          | Joe Blackmore          | Zoe Bäckstedt       | Sebastian Grindley      | Imogen Wolff               |
| Grèce              | 29 janvier 2023   | Dimítrios Antoniádis      | Eleftheria Giachou     | N/A                    | N/A                 | Efstratios Manolidis    | Anastasia Maria Bairaktari |
| Hongrie            | 15 janvier 2023   | Márton Dina               | Blanka Vas             | N/A                    | N/A                 | Zsombor Takács          | Regina Bruchner            |
| Irlande            | 15 janvier 2023   | Dean Harvey               | Maria Larkin           | N/A                    | N/A                 | Liam O'Brien            | Hannah McClorey            |
| Islande            | 8 octobre 2022    | Ingvar Ómarsson           | Björg Hákonardóttir    | N/A                    | N/A                 | N/A                     | N/A                        |
| Italie             | 15 janvier 2023   | Filippo Fontana           | Silvia Persico         | Filippo Agostinacchio  | Asia Zontone        | Samuele Scappini        | Valentina Corvi            |
| Japon              | 15 janvier 2023   | Hijiri Oda                | Sae Ogawa              | Shingen Yunoki         | N/A                 | Sho Takahashi           | Aika Hiyoshi               |
| Lituanie           | 23 octobre 2022   | Venantas Lašinis          | Inga Paplauske         | N/A                    | N/A                 | Tadas Baranauskas       | N/A                        |
| Luxembourg         | 15 janvier 2023   | Raphaël Kockelmann        | Marie Schreiber        | Mats Wenzel            | Liv Wenzel          | Noa Berton              | Anouk Schmitz              |
| Norvège            | 20 novembre 2022  | Mats Tubaas Glende        | Elisabeth Sveum        | N/A                    | N/A                 | Aksel Laforce           | Malin Karlsen              |
| Nouvelle-Zélande   | 14 août 2022      | Jacob Turner              | Coen Nicol             | N/A                    | N/A                 | Amy Hollamby            | Maria Laurie               |
| Pays-Bas           | 15 janvier 2023   | Lars van der Haar         | Puck Pieterse          | Tibor Del Grosso       | Leonie Bentveld     | Keije Solen             | Lauren Molengraaf          |
| Pologne            | 15 janvier 2023   | Marek Konwa               | Dominika Włodarczyk    | Szymon Pomian          | Dominika Włodarczyk | Brajan Świder           | Tatiana Gromada            |
| Portugal           | 15 janvier 2023   | Roberto Ferreira          | Ana Mafalda Sá Santos  | Alexandre Montez       | Beatriz Guerra      | Tomás Gaspar            | N/A                        |
| République tchèque | 15 janvier 2023   | Michael Boroš             | Kristýna Zemanová      | N/A                    | N/A                 | Jakub Kuba              | Eliska Hanáková            |
| Roumanie           | 17 décembre 2022  | József Málnási            | Suzanne Hilbert        | Eduard Kubat           | N/A                 | Victor-Alexandru Aron   | Wendy Bunea                |
| Russie             | 22 janvier 2023   | Maxim Gogolev             | Elvira Sedukhina       | N/A                    | N/A                 | Roman Romanov           | Anastasia Banadykova       |
| Slovaquie          | 4 décembre 2022   | Martin Haring             | Viktória Chladoňová    | N/A                    | N/A                 | Matthias Schwarzbacher  | N/A                        |
| Suède              | 27 novembre 2022  | David Risberg             | Tilda Hylén            | N/A                    | N/A                 | Paul Greijus            | Stina Kagevi               |
| Suisse             | 15 janvier 2023   | Timon Rüegg               | Alessandra Keller      | Dario Lillo            | Monique Halter      | Nicolas Halter          | Jana Glaus                 |

## Nombres de victoires
| # | Coureur                | Équipe                            | Vict | CDM | SP | X²O | EXA |
| - | ---------------------- | --------------------------------- | ---- | --- | -- | --- | --- |
| 1 | Wout van Aert          | Jumbo-Visma                       | 9    | 2   | 3  | 2   | 2   |
| 2 | Eli Iserbyt            | Pauwels Sauzen-Bingoal            | 8    | 3   | 2  | 2   | 1   |
| 3 | Laurens Sweeck         | Crelan-Fristads                   | 8    | 2   | 2  | 1   | 1   |
| 4 | Mathieu van der Poel   | Alpecin-Deceuninck                | 7    | 5   | 0  | 1   | 0   |
| 5 | Michael Vanthourenhout | Pauwels Sauzen-Bingoal            | 7    | 2   | 0  | 0   | 2   |
| 6 | Gerben Kuypers         | Proximus-AlphaMotorhomes-Doltcini | 6    | 0   | 0  | 0   | 1   |
| 7 | Kevin Suárez           | Nesta-MMR                         | 6    | 0   | 0  | 0   | 0   |
| 8 | Vincent Baestaens      | Spits CX Team                     | 5    | 0   | 0  | 0   | 0   |
| - | Eric Brunner           | Blue Competition Cycles           | 5    | 0   | 0  | 0   | 0   |
| - | Marek Konwa            | UKS Krupiński Suszec              | 5    | 0   | 0  | 0   | 0   |
| - | Hijiri Oda             | YowamushiPedal Cycling Team       | 5    | 0   | 0  | 0   | 0   |

| #  | Coureur            | Équipe                    | Vict | CDM | SP | X²O | EXA |
| -- | ------------------ | ------------------------- | ---- | --- | -- | --- | --- |
| 1  | Fem van Empel      | Jumbo-Visma               | 16   | 7   | 0  | 5   | 2   |
| 2  | Lucía González     | Nesta-MMR                 | 9    | 0   | 0  | 0   | 0   |
| 3  | Puck Pieterse      | Alpecin-Deceuninck        | 8    | 4   | 1  | 1   | 0   |
| 4  | Annemarie Worst    | 777                       | 7    | 0   | 0  | 0   | 1   |
| 5  | Caroline Mani      | Alpha Groove Silverthorne | 7    | 0   | 0  | 0   | 0   |
| -  | Kristýna Zemanová  | Brilon Racing Team MB     | 7    | 0   | 0  | 0   | 0   |
| 7  | Shirin van Anrooij | Baloise Trek Lions        | 6    | 3   | 0  | 1   | 2   |
| 8  | Silvia Persico     | FAS Airport Services      | 6    | 0   | 0  | 0   | 0   |
| 9  | Ceylin Alvarado    | Alpecin-Deceuninck        | 5    | 0   | 5  | 0   | 0   |
| 10 | Pavla Havlíková    | LAWI Junior team          | 5    | 0   | 0  | 0   | 0   |
| -  | Blanka Vas         | SD Worx                   | 5    | 0   | 0  | 0   | 0   |

### Compétitions
- Coupe du monde de cyclo-cross 2022-2023
- Superprestige 2022-2023
- X²O Badkamers Trofee 2022-2023
- Coupe de France de cyclo-cross 2022
- Toi Toi Cup 2022-2023
- Coupe d'Espagne de cyclo-cross 2022
- Exact Cross
- National Trophy Series 2022-2023
- USCX Cyclocross Series 2022
- Championnats du monde de cyclo-cross 2023